# Agent alkylant
Pour les articles homonymes, voir Agent.
Un agent alkylant est un composé capable d'ajouter des groupements alkyle à divers groupes électronégatifs dans des conditions présentes au sein des cellules. 
Certains d'entre eux (agents alkylants antinéoplasiques) sont utilisés pour arrêter la croissance des tumeurs par le « cross-linking » des bases guanine de l'ADN, ce qui empêche ces brins d'ADN de se démêler et de se séparer ; ceci prévient la réplication de l'ADN, et dès lors ces cellules cessent de se diviser.
On compte parmi les agents alkylants :
- les moutardes azotées
- les nitrosourées
- les alkylsulfonates et sulfates comme le triflate de méthyle et le sulfate de diméthyle
- les sels de platine
- le tétrafluoroborate de triméthyloxonium